# Ponsonnas
Ponsonnas ist eine französische Gemeinde mit 289 Einwohnern (Stand: 1. Januar 2022) im Département Isère in der Region Auvergne-Rhône-Alpes (vor 2016 Rhône-Alpes). Sie gehört zum Arrondissement Grenoble und zum Kanton Matheysine-Trièves. Die Einwohner werden Ponsonnaraux genannt.

## Geographie
Die Gemeinde Ponsonnas liegt etwa 29 Kilometer südsüdöstlich von Grenoble an der Mündung der Bonnein den Fluss Drac, der die Gemeinde im Südwesten begrenzt. Umgeben wird Ponsonnas von den Nachbargemeinden La Mure im Nordwesten und Norden, Sousville im Nordosten, Saint-Laurent-en-Beaumont im Osten, Saint-Pierre-de-Méaroz im Osten und Südosten, Saint-Jean-d’Hérans im Süden und Südwesten sowie Cognet im Südwesten und Westen.

## Bevölkerungsentwicklung
| Jahr                       | 1962 | 1968 | 1975 | 1982 | 1990 | 1999 | 2011 | 2021 |
| -------------------------- | ---- | ---- | ---- | ---- | ---- | ---- | ---- | ---- |
| Einwohner                  | 139  | 115  | 104  | 155  | 185  | 226  | 288  | 291  |
| Quellen: Cassini und INSEE |      |      |      |      |      |      |      |      |

## Sehenswürdigkeiten
- Kirche Sainte-Marguerite
- Brücke über die Drac-Schlucht